# アリャジュ・ストゥルナ
アリャジュ・"キキ"・ストゥルナ（Aljaž "Kiki" Struna, 1990年8月4日 - ）は、ユーゴスラビア（現スロベニア）・ピラン出身の元スロベニア代表サッカー選手。ポジションはDF（センターバック）。

## クラブ歴
FCコペルの下部組織出身で2009年にトップチームへ昇格。すぐにレギュラーに定着した。
2012年5月21日に30万ユーロでセリエAのUSチッタ・ディ・パレルモに移籍。そのままセリエBのヴァレーゼ・カルチョSSDに期限付き移籍、オプションとして所有権の50%をシーズン末に買い取る事が出来る条項がつけられた。2014-15シーズンにカルピFCに期限付き移籍し、セリエA昇格に貢献。その後パレルモに復帰し、2015年8月30日にセリエA初出場。2016-17シーズンに再びカルピに期限付き移籍。
2019年1月よりMLSのヒューストン・ダイナモへ加入。2シーズンで46試合に出場した。
2021年1月18日、マクシ・ウルティとのトレードでCFモンレアルへ移籍。

## 代表歴
U-21代表として出場経験がある。
2016年3月23日に行われたマケドニア共和国との親善試合でA代表初出場。

## タイトル
コペル
- 1.SNL : 2009-10
- スロベニア・スーパーカップ : 2010

パレルモ
- セリエB : 2013-14

カルピ
- セリエB : 2014-15

## 人物
兄のアンドラジュ・ストゥルナもスロベニア代表のサッカー選手。